# Anderson Barracks (Elm)

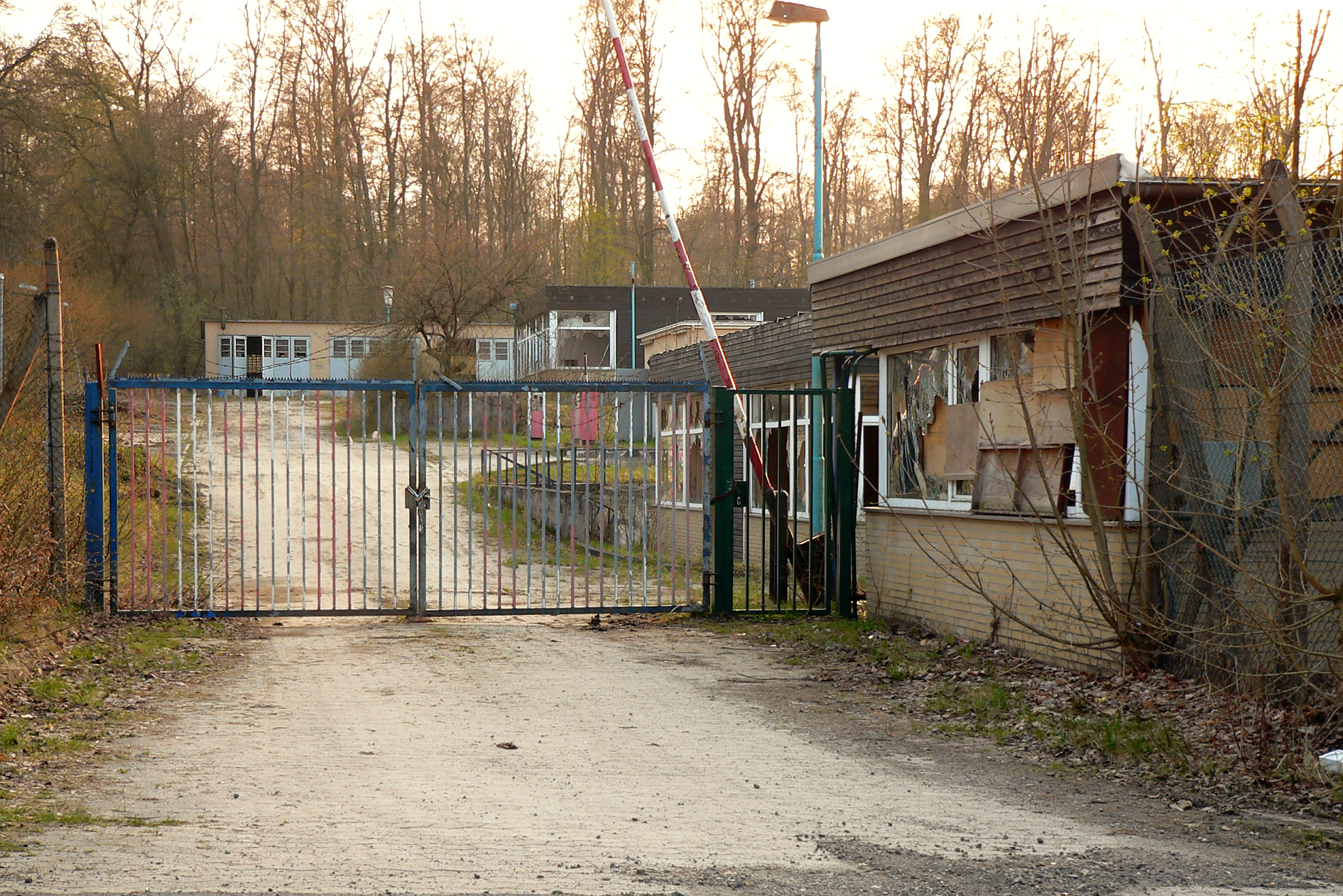
Einfahrt zum bereits verlassenen Militärgelände, 2006

Die Anderson Barracks waren eine Funkabhörstation in Langeleben im nördlichen Teil des Höhenzugs Elm in Niedersachsen. Die von 1951 bis 1992 bestehende Militäreinrichtung der Britischen Rheinarmee wurde von Angehörigen des Royal Corps of Signals betrieben. Sie ist nach John Evelyn Anderson (1916–2007) als einem ihrer dem Befehlshaber benannt.

## Beschreibung
Kurz nach dem Zweiten Weltkrieg begann die britische Besatzungsmacht  1948 von Langeleben aus, mit Fahrzeugen den Funkverkehr in der sowjetischen Besatzungszone abzuhören. Eine erste Einrichtung entstand 1951 als Zeltlager von neun Soldaten der „101st Wireless Troop“. Der Aufklärungsposten diente vorwiegend für VHF- und UHF-Funkaufklärung. Sie wurde mit Antennen an drei großen und drei kleineren Gittermasten durchgeführt. Von der Erhebung des Elms auf 260 m ü. NHN konnte in Sichtverbindung der Funkverkehr von Militäreinheiten des Warschauer Paktes abgehört werden, die sich bereits wenige Kilometer weiter östlich in der damaligen DDR aufhielten. Insbesondere galt die Funkaufklärung dem großräumigen Truppenübungsplatz in der Colbitz-Letzlinger Heide, auf dem die Sowjetarmee übte. Von diesem Gelände befürchteten die Briten einen Überraschungsangriff aus einem Manöver heraus. 1955 erhielt die britische Funkeinheit Holzbaracken, um 1963 entstanden feste Unterkünfte. Die Militäreinrichtung wurde von etwa 120 bis 140 britischen Soldaten betrieben. Sie selbst bezeichneten die Militäreinrichtung als Langeleben Camp oder kurz Langy.
In der Militäranlage waren folgende britische Funkeinheiten stationiert, denen dauerhaft jeweils Angehörige des „Intelligence Corps“ zugeordnet waren:
| Jahr      | Einheit                                                          |
| --------- | ---------------------------------------------------------------- |
| 1951–1959 | 101st Wireless Troop                                             |
| 1959      | Umbenennung des „101st Wireless Troop“ in „13. Signals Regiment“ |
| 1959–1967 | 13. Signals Regiment                                             |
| 1967–1977 | 225. Signal Squadron                                             |
| 1977–1992 | 14. Signal Regiment EW (Electronic Warfare)                      |

## Ende
Die Wende von 1989 und die baldige Wiedervereinigung Deutschlands machten die Anlage überflüssig. Sie schloss Ende November 1992 und fiel in den Folgejahren dem Vandalismus zum Opfer. Nach den Abrissarbeiten von 2008 sind auf dem Gelände keine Gebäude mehr vorhanden. Lediglich die Beton-Bodenplatten und die Zufahrtswege aus Beton-Verbundpflaster blieben erhalten. Der das Gelände umgebende Zaun wurde entfernt und die Natur holt sich das einstige Militär-Areal zurück.

## Erinnerung

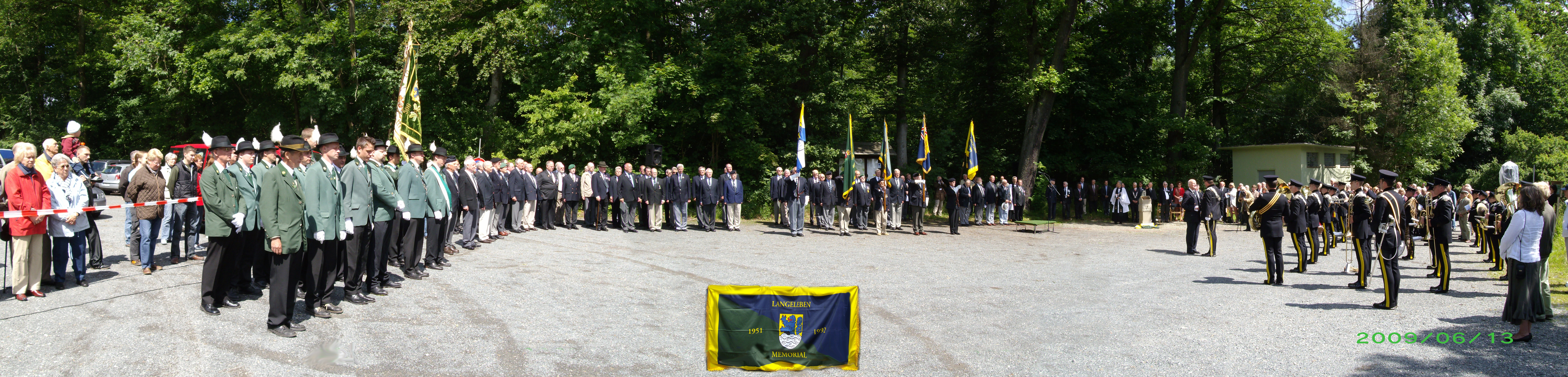
Einweihung des Gedenksteins am 13. Juni 2009 in Langeleben etwa 400 Meter entfernt vom früheren Standort der Anderson Barracks

Nach dem Abzug gründete sich 1993 die „Langeleben Reunion Association“ als  Kameradschaftsvereinigung ehemaliger Soldaten des Royal Signals und Intelligence Corps, die in Langeleben stationiert waren. Die Vereinigung führt etwa alle zwei Jahre Treffen in Königslutter durch.
Am 13. Juni 2009 wurde auf einem Wanderparkplatz an der Elm-Hochstraße nahe dem einstigen Standort der britischen Militäranlage ein Gedenkstein mit der Aufschrift „Freundschaft und Kooperation. 1951 Langeleben 1992. Im Namen des Friedens“ feierlich eingeweiht. Zwei Seiten des Steins tragen in Englisch und Deutsch die Aufschrift „Wir kamen hierher als Jugendliche in einer ungewissen Welt, verließen sie älter und weiser in Frieden und Freundschaft und einer Welt voller Hoffnung.“ Finanziert wurde der Gedenkstein von der „Langeleben Reunion Association“. Hergestellt wurde er vom britischen Steinmetz Paul Ellis. Er ist der Sohn eines britischen Funkers, der in Langeleben stationiert war.

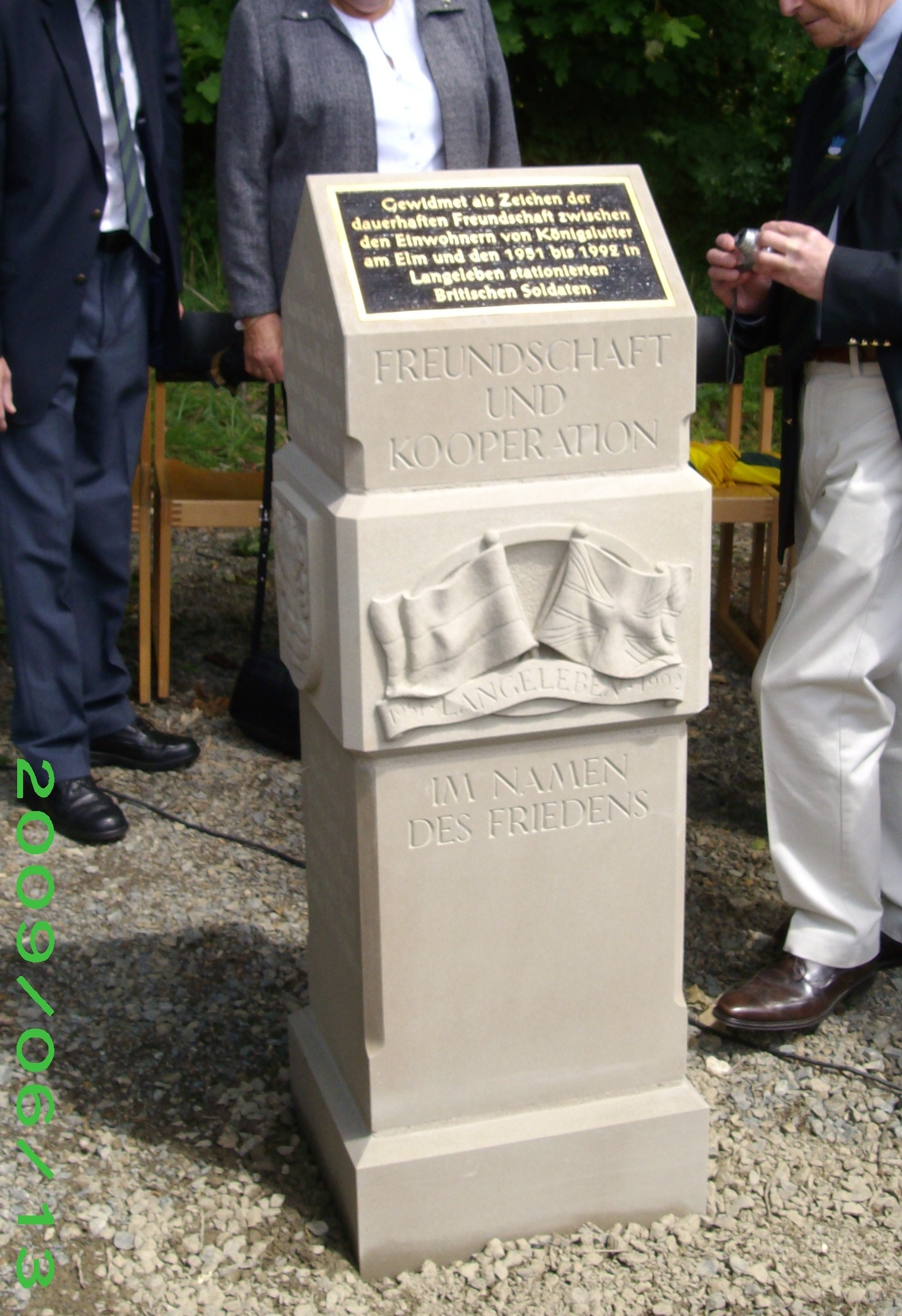
Gedenkstein bei der Einweihung, 2009
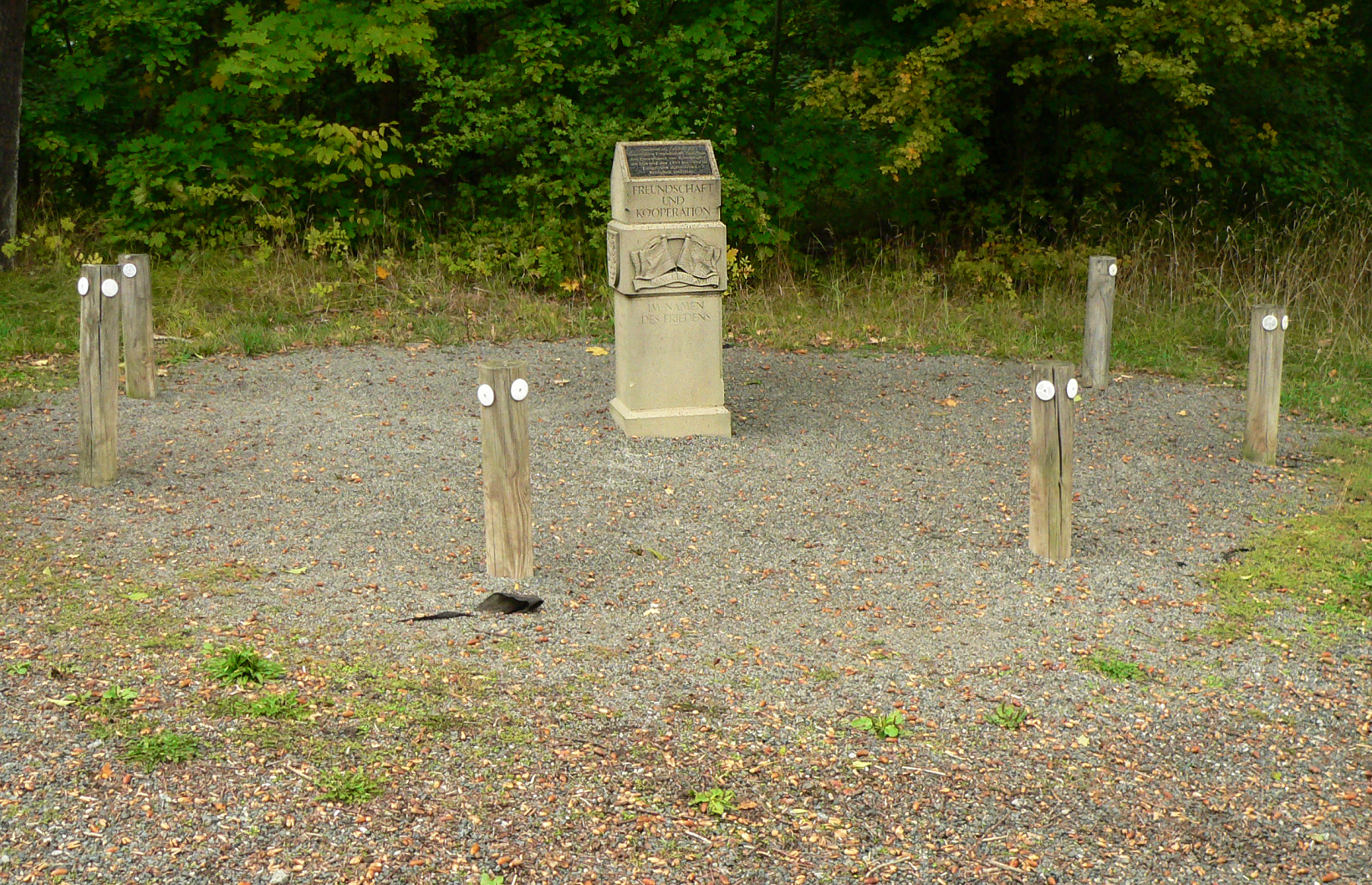
Der Gedenkstein auf einem Wanderparkplatz an der Elm-Hochstraße in Langeleben, 2022